# Lifeline
Lifeline is het vijfde album van Neal Morse en is eind 2008 is uitgekomen. In tegenstelling tot zijn eerdere albums is dit geen conceptalbum. Er staan zeven nummers op met uiteenlopende thema's, zoals redding door Jezus (het titelnummer Lifeline), Gods liefde (God's Love) en de verschillende wegen die mensen kunnen gaan (So Many Roads). Muzikaal is het album zeer divers. Zo is de opener Lifeline een stevige progrocker, het nummer Leviathan een nummer dat soms Zappiaans aandoet en staan er opvallend veel ballades op (The Way Home, God's Love, Children of the Chosen en Fly High). 
Er is ook een gelimiteerde uitgave met een aantal covers, zoals Crazy Horses (met Mike Portnoy op zang) en (What's so funny bout) Peace Love and Understanding. Een cover van Starless (King Crimson) is gesneuveld en alleen beschikbaar op Neal's Inner Circle cd's.

## Tracklist
1. "Lifeline" - 13:28
2. "The Way Home" – 4:20
3. "Leviathan" – 6:04
4. "God's Love" – 5:28
5. "Children of the Chosen" – 4:55
6. "So Many Roads" – 28:43
7. "Fly High" – 6:31

### Bonus disc
1. "Crazy Horses" (Alan Osmond, Wayne Osmond, Merill Osmond - 3:40
2. "Lemons never forget" (Bee Gees) – 6:36
3. "The Letter" (Wayne Carson Thompson) – 4:17
4. "(What's so funny bout) Peace Love and Understanding" (Nick Lowe) – 4:44
5. "Sometimes He Waits" (Neal Morse) – 5:21
6. "Set the Kingdom" (Neal Morse) – 11:00

## Musici
- Neal Morse - producer, gitaar, synthesizer, piano, orgel, zang
- Mike Portnoy - drums
- Randy George - bas

Met aanvulling van:
- Paul Bielatowicz - gitaar op Fly high en Lemons
- Paul Gilbert - gitaar op Crazy Horses
- Carl Groves - achtergrondzang op diverse tracks
- Jonathan Wills - Strings op diverse tracks
- Jim Hoke - saxofoon op Leviathan en The Humdrum Life, The Letter
- Ivory Leonard en Danielle Spencer - achtergrondzang So Many Roads, The Letter